# Prionopelta kraepelini
Prionopelta kraepelini är en myrart som beskrevs av Auguste-Henri Forel 1905. Prionopelta kraepelini ingår i släktet Prionopelta och familjen myror. Inga underarter finns listade i Catalogue of Life.

## Bildgalleri

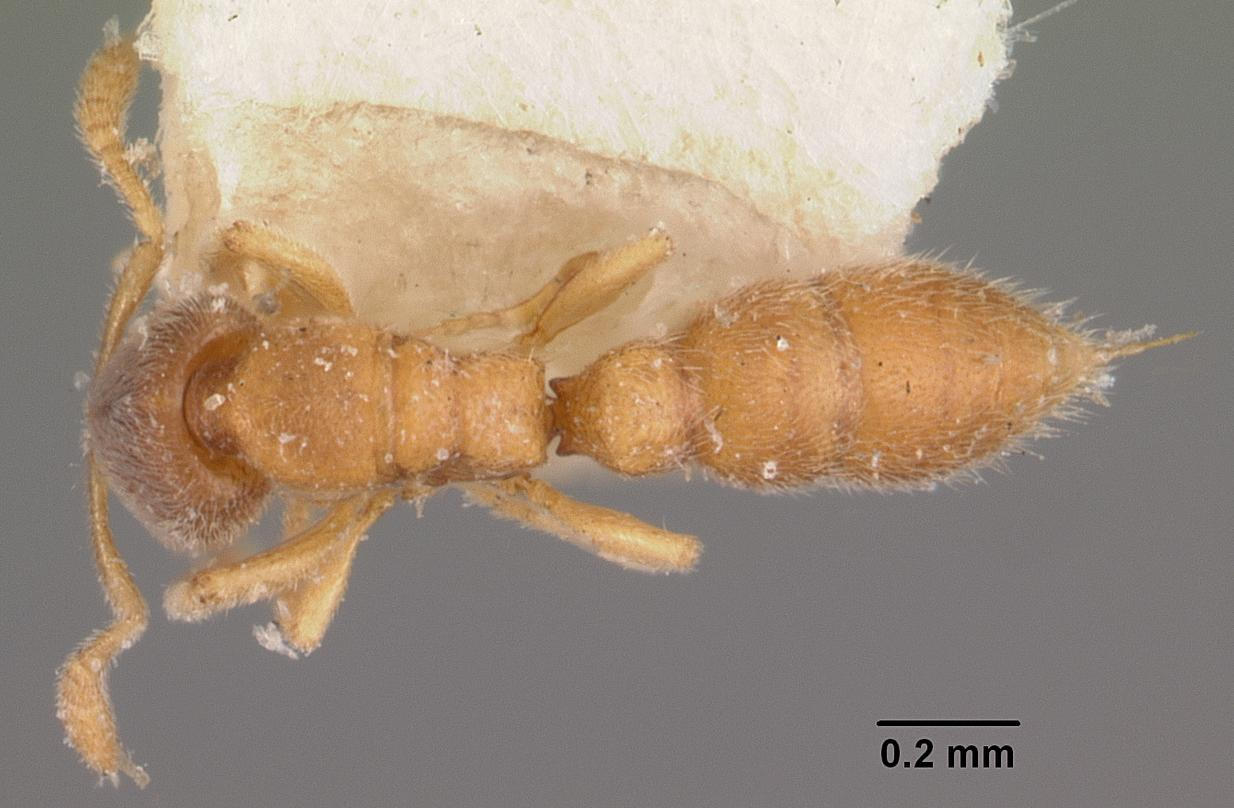
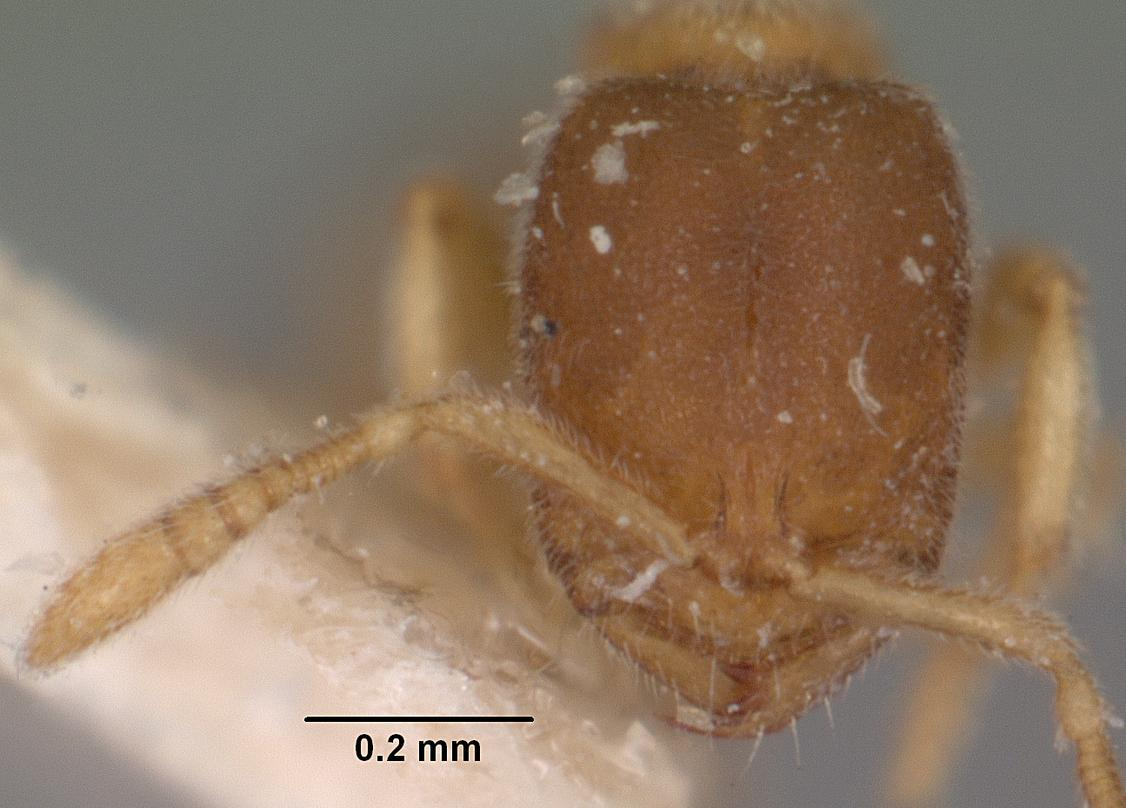
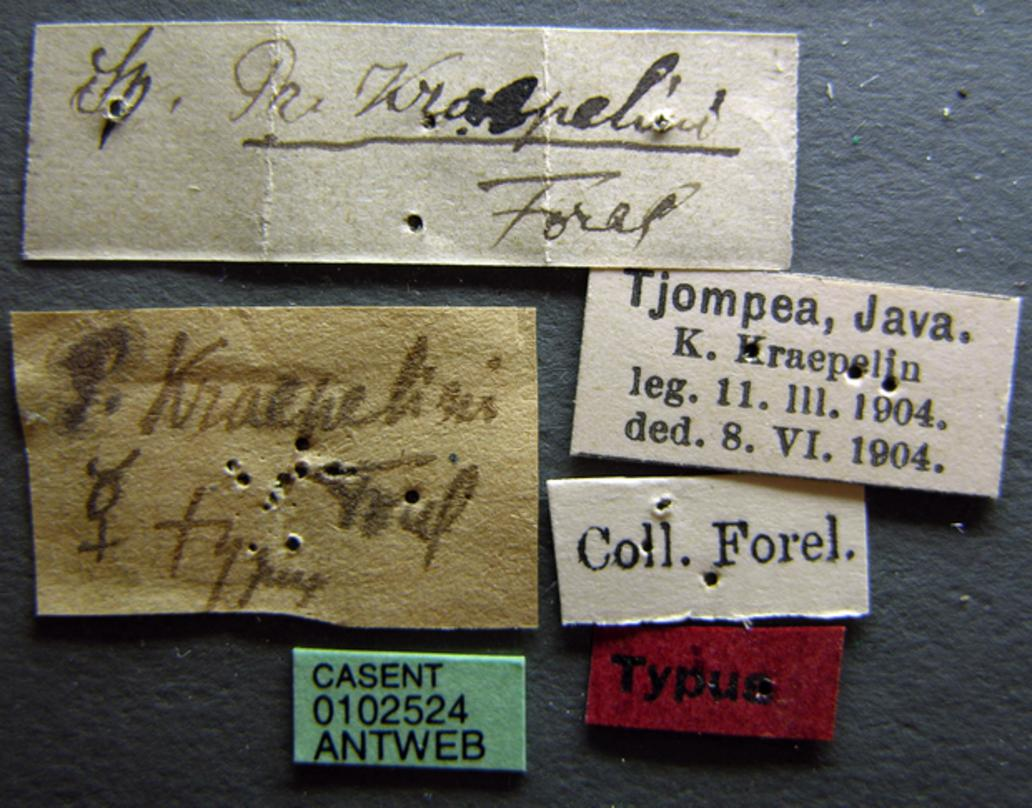
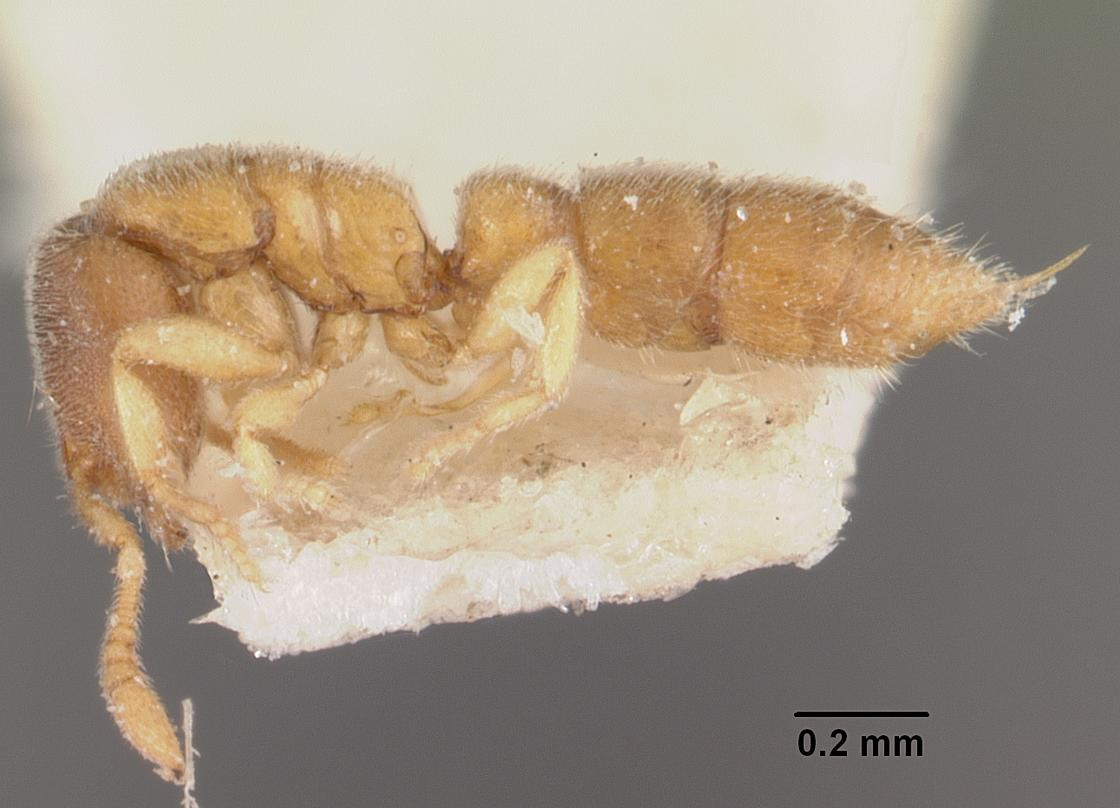
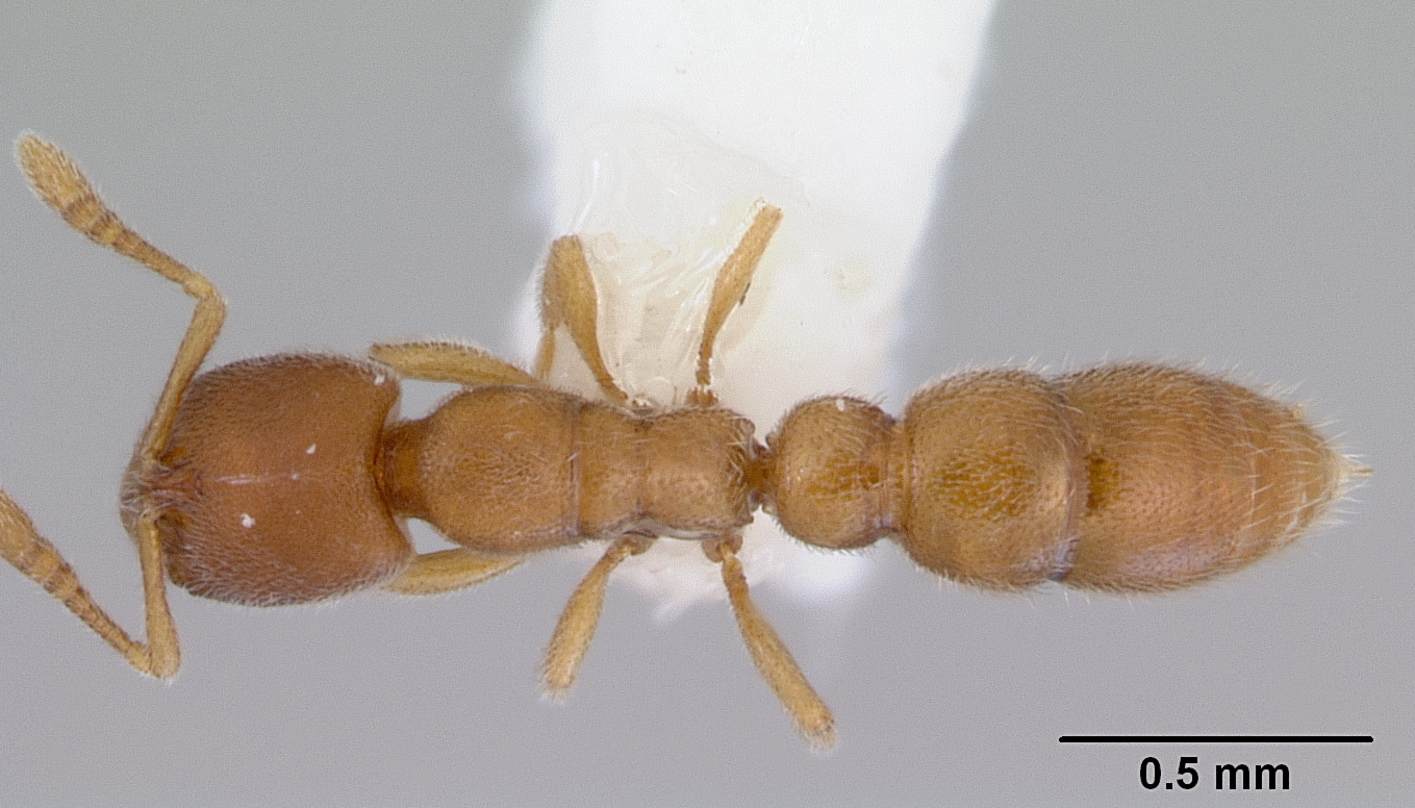
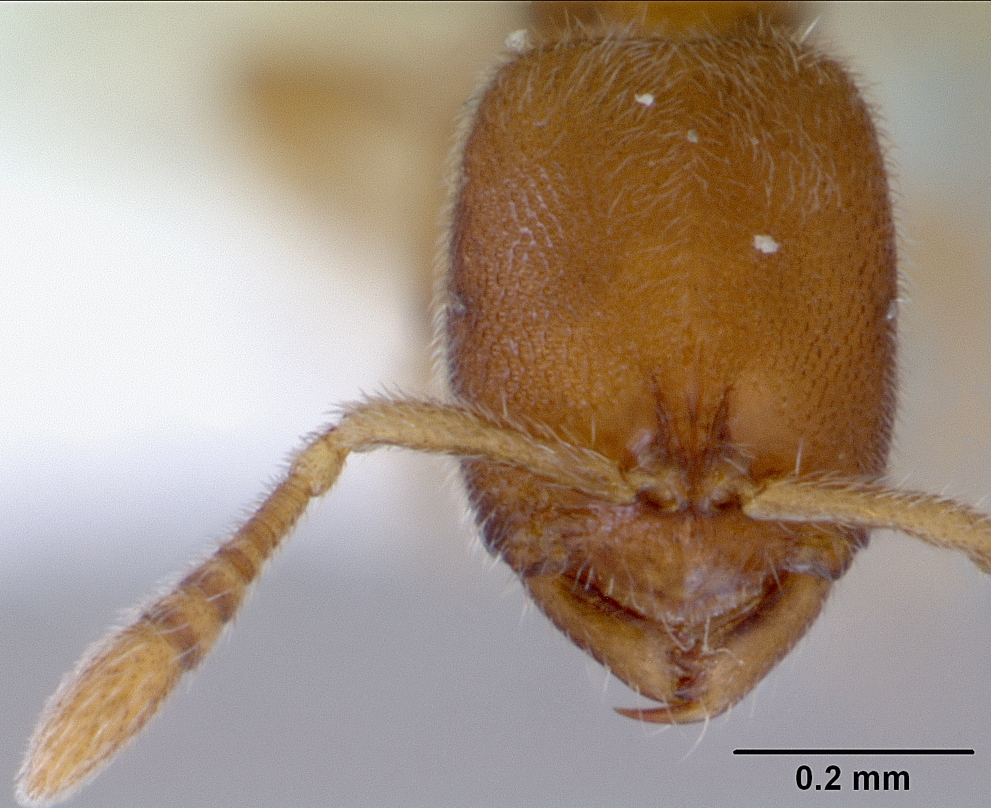